# Hengstkampkuhlen
Das Hengstkampkuhlen ist ein Naturschutzgebiet in den niedersächsischen Gemeinden Geeste und Twist im Landkreis Emsland.
Das Naturschutzgebiet mit dem Kennzeichen NSG WE 187 ist 40 Hektar groß. Es liegt südöstlich von Twist im Internationalen Naturpark Bourtanger Moor-Bargerveen und ist Bestandteil des Bourtanger Moores. Im Süden grenzt es an das Naturschutzgebiet „Dalum-Wietmarscher Moor“.
Das Gebiet stellt einen Hochmoorrest unter Schutz, der größtenteils abgetorft wurde. Es gliedert sich in zwei Bereiche. Im östlichen Bereich sind u. a. Pfeifengrasflächen und Wollgras zu finden. Im westlichen, etwas höher gelegene Bereich, kommt Moorheide mit Pfeifengras und Birkenbewuchs vor. Im Nordwesten des Naturschutzgebietes sind Teilflächen zu Grünland kultiviert worden, im Südosten befindet sich ein naturnah gestalteter Teich, der als Rastplatz und Brutgebiet für Wasservögel dient.
Das Moorgebiet entwässert teilweise in östliche Richtung zur Ems, teilweise in südliche Richtung zur Twister Aa.
Das Gebiet steht seit dem 15. April 1988 unter Naturschutz. Zuständige untere Naturschutzbehörde ist der Landkreis Emsland.